# Nerwy Latarjeta
Nerwy Latarjeta – gałązki nerwu błędnego unerwiające żołądek, zaopatrujące dno, trzon i okolicę odźwiernika. Nerw przedni Latarjeta odchodzi od lewego pnia nerwu błędnego, tylny nerw Latarjeta odchodzi od pnia prawego.
Opisał je francuski anatom André Latarjet.